# ビュッケブルク
ビュッケブルク (ドイツ語: Bückeburg, ドイツ語発音: [ˈbʏkəbʊrk]) は、ドイツ連邦共和国ニーダーザクセン州シャウムブルク郡に属す市である。1918年までシャウムブルク＝リッペ侯国（伯領、侯領）の宮廷が置かれ、1946年まではヴァイマル共和政下のシャウムブルク＝リッペ州の首都であった。この街はハノーファーの西約 50 km の緩やかなハルル丘陵に面しており、西はノルトライン＝ヴェストファーレン州と境を接している。また、ニーダーザクセン州の州憲法裁判所の所在地である。

## 地理
ビュッケブルクはヴェーザー山地地方のすぐ北、北ドイツ低地辺縁部に位置する。市内の最低地点はカンマー市区の海抜 45 m の地点、最高地点はハルル丘陵のイーダ塔が建つ場所で海抜 211 m である。

### 市の構成
本市は13の町からなる。アーフム、ベーレンブッシュ、ベルクドルフ、カンマー、エーフェゼン、ミュージンゲン、ノルトホルツ、ペッツェン、レッケ、ルスベント、シャイエ、ヴァルバーである。この市はかつて独立した集落であったイェーテンブルクとコルンマッシュとが合併して成立した。クナーテンゼンは1939年に編入された。

### 隣接する市町村
市の東側は以下の市町村と境を接する。いずれもシャウムブルク郡に属す: ザムトゲマインデ・ニーデルンヴェーレン、ザムトゲマインデ・ニーンシュテット、オーベルンキルヒェン市、ザムトゲマインデ・アイルゼン。他の三方はノルトライン＝ヴェストファーレン州に接している。南はポルタ・ヴェストファーリカ市、西はミンデン、北はペータースハーゲンである。

## 歴史

### 先史時代
最初の入植跡は紀元前4000年頃にまで遡る。郷土博物館には、石臼に用いる球形の回転石やビュッケブルク市内で発掘された新石器時代の石斧が数多く展示されている。当時の人々は気の疎らな森に住み、穏やかな気候の下で家庭菜園と言うよりはむしろ農業と呼ぶに値する規模で耕作を行い、土地が痩せると移り住む生活をしていた(p. 18)。
紀元前2000年頃の青銅器時代の初めには、気候は乾燥し、ビュッケブルクの地域の人々は森の中の牧草地で暮らした。紀元前800年頃の鉄器時代の初め、気候は著しく湿潤になった。これに伴い森は濃くなり、あるいは湿地状になった。青銅器時代や鉄器時代の出土品が少ないことについて、研究者らは、自然環境が長く定住することを許さなかった証左であると考えている。この地に住んでいたゲルマン人のケルスカー族が紀元200年頃に戦闘を行わず、この地域を放棄したことも知られている(p. 19)。

### 中世
中世のビュッケブルク周辺は、ライネ付近まで「Bukkigau」と呼ばれる湿地状の森林地域が広がっていた。現在の地名 Bückeburg はこの Bukkigau に由来する。「Buk」では現在では使われていない言葉で「ぬかるみ、湿地、沼沢地」を意味すると伝えられる(p. 63)。
ザクセン時代に Bukkigau は初めて文献に記録されている。カール大帝は775年にオストファーレンへ出兵した際、この地域を通る軍用道路ヘルヴェク・フォア・デム・ザントフォルデを通ってライン地方に帰還した。当時も、それから数世紀後でも、この地域は多くの貴族が乱立して治めていた。アルンハイム家は、現在のビュッケブルク市内ノルトホルツにあった居城「Hus Arn」から、ザクセン人の入植の中心であったペッツェン、レッケ、イェーテンブルク、ミュージンゲン、シャイー、ヴァルバー、アーフムを統治した。これらは新石器時代に移動しながら住んだ居住地であった。シャウムブルク伯はリンテルン付近のヴェーザー川両岸の土地所有権を掌握し、やがてビュッケブルク付近をその勢力下に収めた(pp.12, 18- ) (pp. 120-, 212- )。

### 城館
シャウエンブルクとホルシュタイン＝ピンネベルクの伯アドルフ6世は、昔から有していた小さな集落ズーテレムとイェーテンブルクの近くに、1330年頃に水城（水堀で囲まれた城砦）を建設した。1304年に最初の記録があるビュッケブルクおよびズーテレム、イェーテンブルクが現在の、この市の萌芽となった。城の周囲には徐々に農民、手工業者、シャウムブルクのレーエン管理者が住むようになった。ビュッケブルクは1365年にフレッケンの権利（市場開催権を含む一定の自治権）を得た。この時代に4つの Burgmannshof が設けられた。ランゲン通り（現在は州立博物館）、サブレ広場（現在のヘリコプター博物館）、トロンペーター通り（門のアーチだけが現在も遺る）、現在の市教会付近である。土塁と堀で護られたこの街は、その後3世紀はゆっくりと発展していった。1510年にマリア教会が建設されたが、1514年の火災で焼失し、それ以後再建されなかった。16世紀の中頃、オットー4世伯は城を4翼式の城館に拡張した。ビュッケブルクの人口は1561年に約300人であったが、その40年後には約500人になっていた(p. 59) (pp. 120- ) (p. 2) (p. 2)。

### 最初の躍進

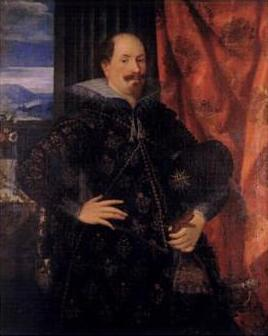
ホルシュタイン＝シャウムブルク伯エルンスト

ホルシュタイン＝シャウムブルク伯エルンスト（後に侯に昇格）が1606年にシャウムブルク家の居館をシュタットハーゲンからビュッケブルクに移したことで、こうした状況は一変した。これ以後、この町の発展はシャウムブルク家のそれと密接に結びつけられた。エルンストの治世中に城は何度も改修を重ね、執務館の周囲の厩舎や城門までもが改修された。ノイエ通り、ザック通り、バーンホーフ通り南部が設けられたが、これらの通りは舗装されていた。シュール通り（学校通り）沿いに児童学校が造られ（現在の市立図書館の位置）、城門の近くには旧市庁舎（現在の建物はその後継）やその向かい側には財務局（現在は市の機関が入るオフィスビル）が建設された。メインストリートが市の防衛施設を通り抜ける箇所には楼門が設けられた。西のミンデン通り/ランゲ通りが通るのが「ウンテレス・トーア」（「下の門」。「ミンデン門」とも呼ばれる。）、東のオーバートーア通り/ランゲ通り方面が「オベーレス・トーア」（「上の門」）である。
1609年エルンストはこの街に都市権を授けた。1611年から1616年に当時はまだ自由耕作地だった土地にビュッケブルクの市教会が建設された。この教会は伯領が宗教改革を遂げた後2番目に建設されたプロテスタント教会であった。これらのできごとはビュッケブルクが繁栄の絶頂を迎えたことを示している(p. 62) (p. 121) (pp. 2-12)。

### 三十年戦争
三十年戦争でビュッケブルクは軍隊の宿営地となった。ただしその規模は隣接するリンテルンよりも小規模であった。ビュッケブルクは長らくミンデン城砦の出城として扱われたが、あまり損害を被ることなく戦争を切り抜けることができた。戦後、それまでのシャウムブルク伯領は2つに分割された。北部はシャウムブルク＝リッペ伯領となった。この地域はリッペ家の傍流貴族フィリップ1世が治めることとなり、ビュッケブルクは改めてその宮廷所在地となった(pp. 5- )。

### 精神生活

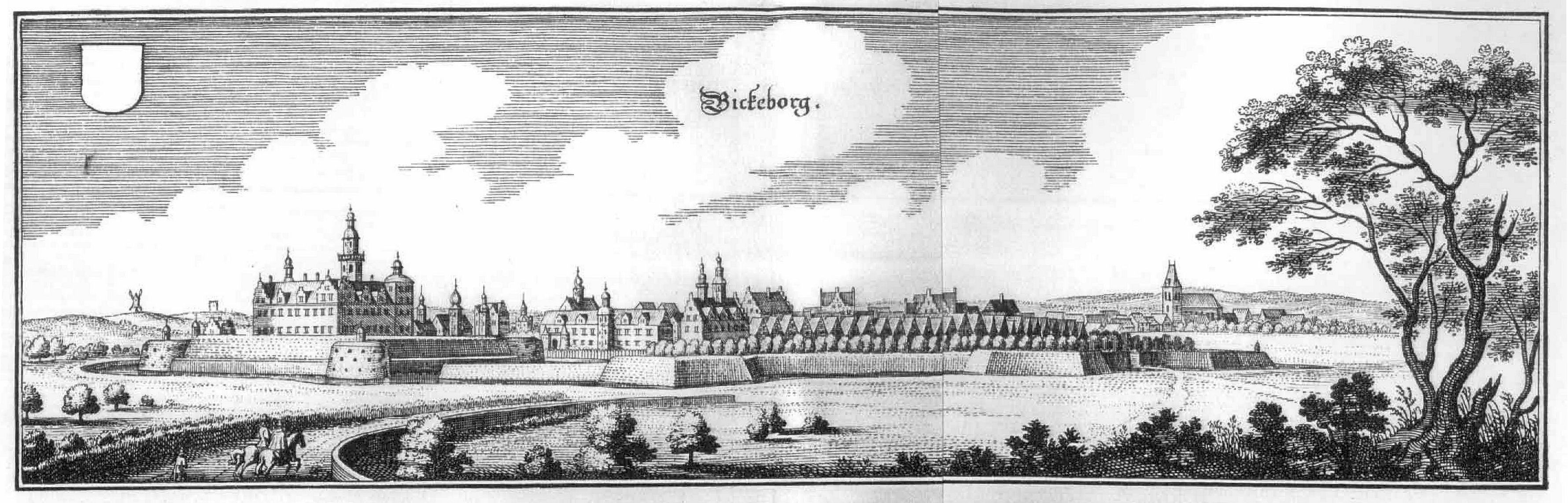
マテウス・メリアンの銅版画に描かれた1654年頃のビュッケブルク。画面左端がビュッケブルク城

この時代になると、エルンスト伯の治世下でなされたような建築上の発展は止み、その後150年間は精神生活に目が向けられた。啓蒙主義の思想家ヴォルテールはビュッケブルクの宮廷に賓客として迎えられた。哲学者トーマス・アプト、神学者で哲学者のヨハン・ゴットフリート・ヘルダー、音楽家で作曲家のヨハン・クリストフ・フリードリヒ・バッハらがこの街に暮らした。この時代の重要人物がヴィルヘルム伯である。この軍事理論家はシュタインフーデ湖にヴィルヘルムシュタイン要塞を築き、シャウムブルクの森にバウム城（狩猟用の城館）や階段ピラミッド状の廟所を設けた。その後継者フィリップ2世の妻ユリアーネはヘッセンの医師ベルンハルト・クリストフ・ファウストを侍医兼顧問としてビュッケブルクに招き、住民の健康保持の施策立案に当たらせた。この都市は、経済的には富豪の住民が多くいたため、こうした文化的隆盛を獲得できたのである(pp. 7- )。

### 2度目の躍進

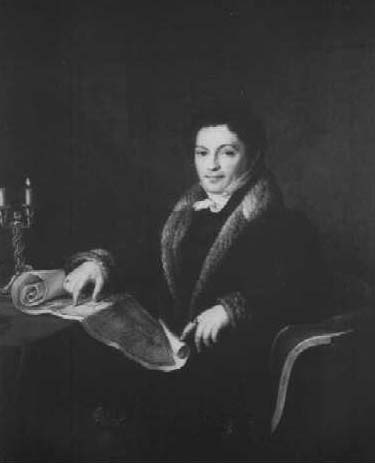
シャウムブルク＝リッペ侯ゲオルク・ヴィルヘルム

ナポレオン、そしてウィーン会議の時代から、ゲオルク・ヴィルヘルム伯（1807年以降「侯」に昇格）統治下の小邦シャウムブルク＝リッペ伯（侯）領は領土を拡大していない。経済基盤の脆弱なシャウムブルク＝リッペの当主達は「石材産業」を、その経済の基本に据えた(p. 11)。ゲオルク・ヴィルヘルムは鉄道ミンデン - ハノーファー線の建設に100万帝国ターラーを投資した。その結果、この路線はビュッケブルク市の辺縁部を通ることとなった。シンケル様式の駅舎と城館とは、領主が通るにふさわしい幅広の道で結ばれた。かつての土塁は、その機能を喪失し、市域はその外側へと拡大していった。増加する交通量に対応するため、ゲオルク・ヴィルヘルムの治世中に3つの市門とマルクト広場の泉が撤去された(pp. 11- )。また、1874年にはハルル丘陵にイーダ塔が造られた。この塔はゲオルク・ヴィルヘルムの妻イーダの願いを承けて造られたものである。この建設には貧民層の住民が参加し、賃金とパンを得ることができたのである。1858年にはルイーゼ・フォン・フィンケが設立したベーテル病院の基礎ができあがった(p. 127)。
ゲオルク・ヴィルヘルムの子息アドルフ・ゲオルク侯の時代にビュッケブルクにはプロイセンの駐屯地が設けられた。ウルメンアレーとベルクドルファー通りの間に、ヴェストファーレン第7猟兵大隊「ビュッケブルガー・イェーガー」の兵舎が1867年に建設された。この名称は、現在2つのオーケストラの名称に転用されている。この兵舎から遠くないウルメンアレー沿いにギムナジウム・アドリフィヌムが1874 - 76年に建設された。アドルフ・ゲオルク逝去の年にはさらに2つの大規模な建設プロジェクトが開始された。城館の大規模な拡張工事がなされ、現在の姿となった。また、病院の向かいに、いわゆるヘルミーネ宮殿が建設された。この宮殿は堂々たる居館、オランジュリ、そして2004年に修復されて初めて一般開放されるようになった（2004年9月3日付け）イギリス式景観庭園を有する大規模な複合体である。次代のシャウムブルク＝リッペ侯ゲオルクは1894年にヘルミーネ通りの新行政庁舎で議会を開いた。現在この場所には司法センターがある。ノルトハルルのウルメンアレー、アドルフ通り、リュリング通り、ヘルミーネ通りの間に裕福な市民の大邸宅が並ぶ住宅地が設けられた。1906年にマルクト広場に面した新市長舎が完成した。
こうしてビュッケブルクは19世紀末には、北ドイツの文化中心地の一つであり、軍事都市であり、また宮廷所在地として行政・官庁都市でもあった。1904年時点で、この街の人口は5,625人であった(p. 110)。しかし、工業的な発展はほとんど見られなかった。ビュッケブルクにもいくつかの企業は存在していたものの、経済的な面においては近隣のシュタットハーゲン（鉱業）、オーベルンキルヒェン（鉱業、ガラス工場）、リンテルン（ガラス工場）に後れを取っていた。市の北端を通るミッテルラント運河の建設も経済効果はなかった(pp. 14-17)。

### 最後の栄光

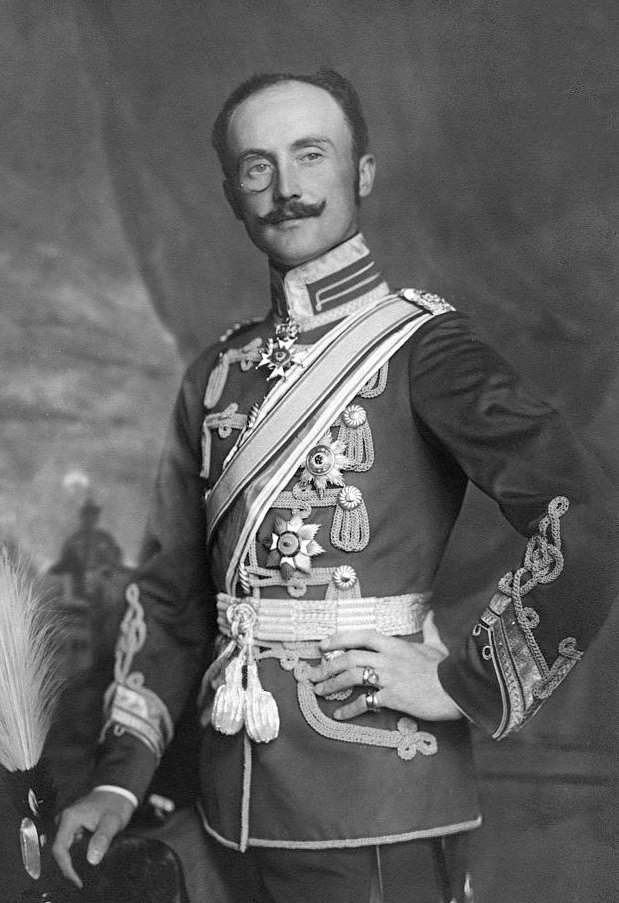
シャウムブルク＝リッペ侯アドルフ2世

1911年に当主となったアドルフ2世は都市の景観を大きく変革した。城館庭園の周囲に廟所、オーケストラ学校（後の音楽学校）、パルメンハウス、「フュルスト・アドルフ・ヴェルクシュテッテ」（アドルフ侯の工場）が設けられた。東に位置するバート・アイルゼンには上流階級用の「フュルステンホーフ」を中心に新しい温泉保養地が整備された。フュルストホーフは、当時ヨーロッパで最もエレガントで最大のホテルであった。この保養地は、1918年に全長 6.7 km のバート・アイルゼン軽便鉄道によって首都のビュッケンブルクと結ばれた。エーフェザーの「ゲファッターフェルト」には巨大な競馬場が建設される予定であったが、このプロジェクトは11月革命によって頓挫した。軽便鉄道をもう1本敷設する計画は中止されなかった。この鉄道はミンデン駅からペッツェン集落の真ん中を通り、競馬場に直接アクセスできる全長 12.5 km の路線となるはずであった。最初の列車は1919年7月29日に運行された。しかし、競馬場への客がない状態では経済的に行き詰まり、わずか1年半で廃止された（2001年8月23日付け、2004年8月4日付け、2004年10月23日付け）。
1900年頃、幾人かの著名人がこの街に住み、活動していた。リヒャルト・ザーラは当時最高のヴァイオリニストの1人とされていた。彼は1888年にビュッケブルクの宮廷に招かれ、1918年まで宮廷楽団の楽長を務めた2001年5月12日付け。女流作家のルルー・フォン・シュトラウス・ウント・トールナイは詩と小説で知られている。
当時からすでに「荒野の詩人」として知られていた作家でジャーナリストのヘルマン・レンスは1907年から1909年までシャウムブルク＝リッピシェ・ランデス・ツァイトゥング（新聞）の編集長を務めた。彼は多くの時間を旅館「ツーア・ファレ」で現行の編集に費やした。この建物は現在も伝統的な姿で遺っており、以前は銀行として使われていた。その銀行、ハイネ銀行は1799年からハインリヒ・ハイネの祖父に当たる人物が経営していた。この領邦の首都におけるレンスの経験は、小国分立に対する辛辣な風刺作品『Duodez』に昇華された。レンスのこの作品は今日に至るまでビュッケブルク市民に賛否両論に受け止められている。
アドルフ・ホルストは侯子の家庭教師として1901年から1913年までビュッケブルクの宮廷に滞在し、1915年から1918年までは宮廷図書館を主管した。ビュッケブルク滞在後、彼は児童文学者として知られるようになった。

### ヴァイマル共和政
1918年にアドルフ2世が退位すると、当初は兵労会が統治権を掌握した。その後15年間、社会民主主義の影響が色濃い政府が、独立性を制限されたこの小国を導いた。しかし、それでもこの市は保守的な市民が多数を占めていた。大都市から移住する定年退職者らがこの街を拡大させ続けていたのである。1928年4月1日にイェーテンブルクがビュッケブルクに併合された。市の北東部に位置する集落は発展が止まっていた。アドルフ2世は1927年にビュッケブルクに戻った。彼は熱狂的に迎えられた（2002年7月13日付け）。しかし大口投資家としての彼は民主主義の社会構造からは距離を置いた立場にあった。そうでなくても経済的には時代遅れだったこの都市の発展は停滞した。住民達の不満は募っていった(pp. 18- ) （2003年4月12日付け）。

### 国家社会主義と第二次世界大戦
この街は、1933年にNSDAPが権力を掌握して以後、長らくナチスの牙城であった(p. 19)。それを痛感した最初の人物の一人がカール・ヴィーエであった。この皇帝時代から統治していたドイツ国家人民党員の市長は1935年に権力を奪われた（2005年11月23日付け）。1936年10月1日、レッカー・フェルトにドイツ国防軍のための「練兵場」が設けられた。ここにあったレッケ村やナンメン村の農場は、主には市北西部の「コルンマッシュ」へ強制的に移転させられた（2006年9月30日付け）。クナーテンゼン村とゼリーンドルフ村が1939年にビュッケブルクに合併した。
NSDAPの市長アルベルト・フリーエは政敵やユダヤ人に対する追求と迫害を先鋭化させていった（2002年12月9日付け）。1938年11月9日（水晶の夜）にビュッケブルクのシナゴーグも火災にあったが、完全には破壊されなかった。1939年から、数多くのユダヤ人家族が、ユダヤ人の財産から没収した建物（シナゴーグを含む）に強制的に収容された。22,000帝国マルクの価値があると査定されたシナゴーグは、後に8,300帝国マルクで市の所有に移された（2002年12月11日付け）。ビュッケブルクのユダヤ人達は1942年12月から国外追放された。連行された71人のうち、ホロコーストを生き延びた者はわずか5人だけであった（2001年12月11日付け）。
フリーエと全く異なる例がペッツの牧師ヴィルヘルム・メンシングである。彼は1943年10月から1944年3月まで牧師館にユダヤ人女性を匿っていた（2002年11月29日付け、2003年3月20日付け）。
ビュッケブルクへの3回の空爆によって55人が亡くなった。1944年10月26日の爆撃は猟兵の兵舎を狙ったものであった。近隣の建物に命中したものもあり29人が亡くなった。1944年11月5日にはブドウ山で勤労奉仕団を狙ったもので、20人が死亡した。1944年12月31日の3回目の攻撃もやはり猟兵駐屯地を目標にしたものであった。しかし、この時の航空爆雷はベルクドルフに落ち、数軒の家屋を焼き、6人が犠牲となった（2004年11月6日付け）。1945年4月7日、ビュッケブルクの終戦が間近となった。アメリカ軍部隊が市の前に現れ、何時間にも及ぶ砲撃の下で入城の準備を行ったのである。4月8日の早朝に薬剤師ヴィルヘルム・コーゼベルク、商人のヘルベルト・イェンス、旅館主のアルベルト・シュッツ、靴職人のカール・シュッテが白いシーツを持ち、ブドウ山のアメリカ軍を迎えた。同時に大工のフリードリヒ・シュタインホーフは兵士達の前で、市内への侵入を拒むための戦車用バリケードを撤去し始めた。こうしてアメリカ軍はこの都市を戦闘することなく占領することに成功した（2004年4月8日付け）。

### 戦後復興
アメリカ軍の撤退後、ビュッケブルクはイギリス軍の支配地域となった。市内と周辺地域で80軒の家屋が接収された。これにより重大な住宅不足が起こり。戦争疎開者が街にあふれ、旧ドイツ東部領土から放逐された人々がこれに拍車をかけた（2005年10月15日付け）。これに関連して、ある人物のエピソードがある。彼は「死の行進」として知られる追放者輸送により1946年のクリスマスイブ前にシュレージエンからビュッケブルクに到着した。16両の暖房装置のない家畜車両からなる列車は、合計1543人の乗客（このうち1100人以上が老人、子供、未成年であった）を乗せて1週間前にブレスラウを出発したのであった。途中、気温は -15 ℃まで低下した。70人以上のうちビュッケブルクに到着したのは17人だった（2001年11月27日付け）。
隣接するバート・アイルゼンには時折、イギリス陸軍ライン軍団の司令官が滞在した。イギリスは1946年にビュッケブルクとアーフムとの間に、旧ドイツ空軍の計画を利用して、軍用飛行場を建設した。この飛行場は司令官達の伝令手段として用いられた(p. 69)。ベルリン封鎖の際にはここからの飛行機が「空の架け橋」として封鎖された街に物資を支給していた。ナチス時代の経験から、ヴィルヘルム・メンシング牧師は1948年にブドウ山に教育施設、国際友愛の家を創設した。この施設は1990年代の初めまで平和活動を組織していた。メンシングのナチス時代の勇気ある行動に対して、その死後の2001年、イスラエルの追憶の場所ヤド・ヴァシェムに「諸国民の中の正義の人」として顕彰されている（2001年11月29日付け）。
戦中・戦後、人口は急速に増加した。街の歴史最大の飛躍が始まった。1939年のビュッケブルクは人口7,850人であったが、1952年には12,000人以上が市域内に住んでいた。この頃、700人が家を探しており、不法占拠が切迫した問題となっていた。大規模な住宅開発プログラムの重点はペッツァー通りの両側の空き地で、ここに長屋やアパートが建設された。南ハルルや、イェーガー兵舎とベルクドルフとの間にも住宅地が造られた。北ハルルとイェーガー兵舎との間にはイギリス占領軍関係者のための大規模な住宅地（「小ロンドン」）が建設された(pp. 22- ) （2002年4月13日付け）。住宅地建設は1960年代になっても減少することなく続けられた。住宅地は、ホーフヴィーゼン、プレッテンベルク通りとブランデンブルク通りとの間、ヘッペンフェルト、ベルクドルファー・フェルトに造られた。ペッツァー・フェルトでもさらに建設が進んだ。南ハルルでは大規模な新興住宅地ができあがった。ビュッケブルクの1961年の住宅数は、1931年のそれのほぼ倍に達した(p. 21)。ドイツ連邦軍は1960年にアーフムの飛行場を譲り受け、ここに陸軍飛行学校とシェーファー兵舎を建設した。兵舎の名はドイツの戦闘機パイロット、エーミール・シェーファー（1891年 - 1917年）にちなんだものである。兵士達のためにヘッペンフェルトに住宅が建設された。
住宅建設と並行して雇用創出も必要であった。新興住宅地ペッツァー・フェルトの一部、ヴィントミューレン通り沿いに産業地区が建設された。1952年、ここにランプ・シェード製造工場（リーベナー）、ケーブル製品製造工場（エレンベック）やガラス工場（グラスマヌファクトゥーア・ビュッケブルク）が稼働した。その後、金属箔工場（ネッシェン）や機械製造業（ベルリン）も進出した。1958年にはクッキー工場（ケークスファブリーク・ベステ）も操業を開始した。ハノーファーからズボン製造のヘイネッケ・ウント・クラプロート、ヘルムシュテットから光学メーカーのオプティシェ・ヴェルクシュテッテンがビュッケブルクに移転した。ジュートハルルにはマニア道路建設が拠点を構えた。連邦鉄道研究局の一部門が現在のマリエンシューレの建物に入居し、その従業員のためにペッツァー通り沿いに住宅が建設された(pp. 22- ) （2002年4月13日付け）。

### 現代
人口増加に伴い社会施設も増えていった。ハルルの屋外プール（ベルクバーデ・ビュッケブルク）は1959年6月27日にオープンし、それまでのフリードリヒ・バッハ通り沿いにあった古い小さな屋外プールに取って代わった。古いプールの跡地は住宅地となった。1960年代の初めにホーフヴィーゼンにプロテスタント系の老人ホームが造られた。ノイマルクト広場にはヘルダーシューレ（1963年）とドクトル・ファウスト・ハレ（屋内プール付き体育館）と同名のスポーツグランドが造られた。1918年からビュッケブルク - バート・アイルゼン間を旅客輸送していた「アイルザー・ミンヒェン」は1966年5月21日に運行を停止した（2001年8月23日付け）。
1955年ビュッケブルクは州憲法裁判所の所在地となった。この裁判所は2年後に業務を開始した。ヘルミーネ通りの宮殿には60年代半ばにドクトル・クルト・ブリンドウ薬学学校が入居した。ヘルミーネ通りのかつてのシャウムブルク＝リッペの大臣庁舎は1950年代の初めから地方裁判所と州弁護士教会として使われており、隣接するクルーゼ邸は1969年にこれを接続されて司法センターに改装された。ここには区裁判所も入居している。
1966年に市はフランスの郡庁所在地であるサブレ＝シュル＝サルトと友好都市協定を結んだ。

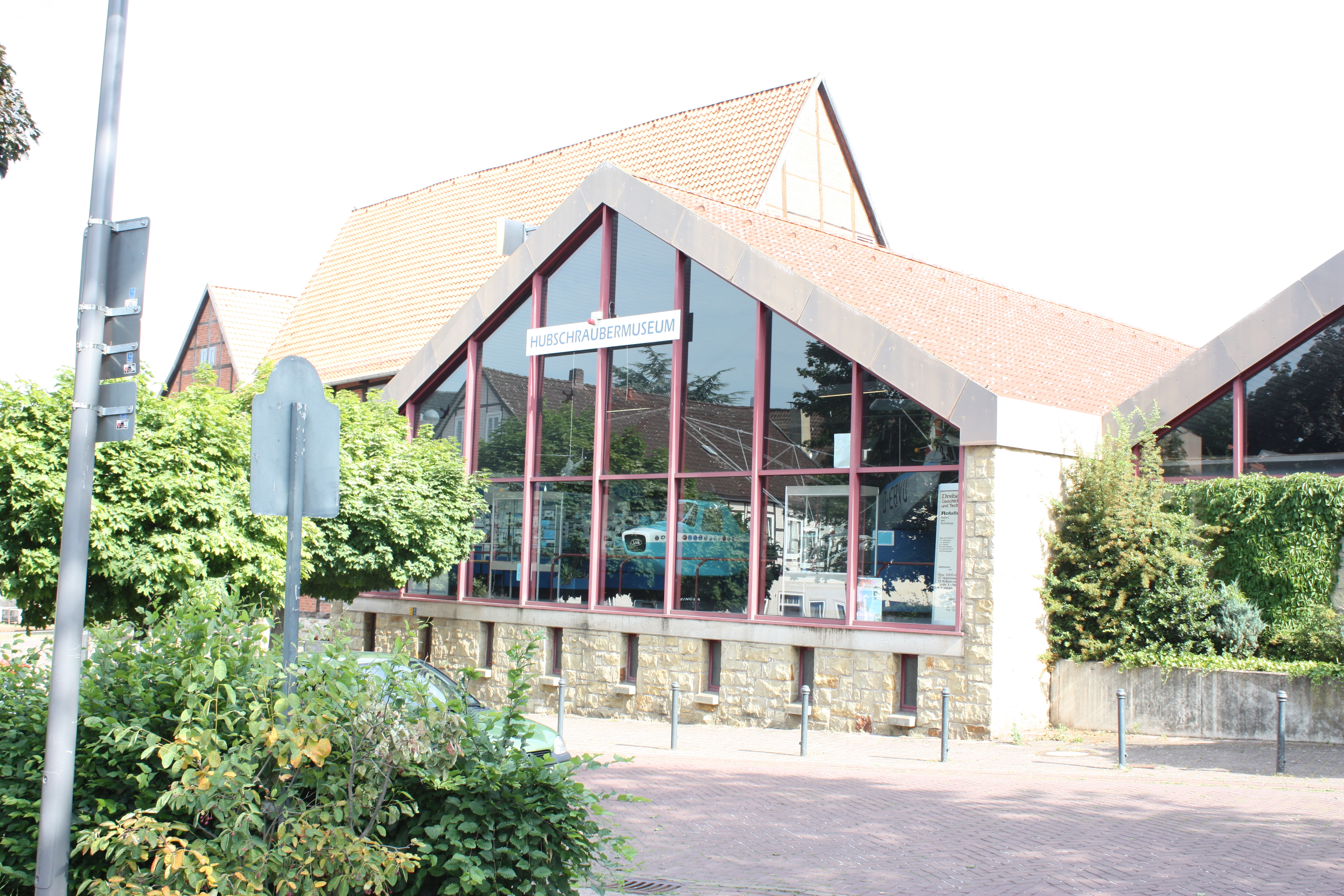
ビュッケブルク・ヘリコプター博物館

ビュッケブルクの東部に1970年にクロイツブライテ産業地区が造られた。この地区の端にニーダーザクセン州は刑務所を建設した。同じく1970年に市はミュンヒハウゼン＝ブルクマンスホーフを膨大なヘリコプター・コレクションを展示するために提供した。1971年6月9日に当時世界で唯一のヘリコプター博物館が完成した。その展示スペースは1978年から1980年にかけて約2000m2拡張された（2001年6月9日付け）。ホーフヴィーゼンでは、1975年にギムナジウム・アドルフィヌム・ビュッケブルクが加わり、学校センターが形成された。それまでギムナジウムが使用していたウルメンアレーの建物は改装され、アム・ハルル基礎課程学校として利用されている。急速に増加する交通量に対応するために城館庭園の東端に駐車場が設けられた（2005年3月14日付け）。1979年に市はスポーツ施設に投資した。ヤーンシュターディオンには人工芝が設けられ、その間に学校センターに郡立体育館が造られた（2004年8月19日付け、2004年12月29日付け）。
1974年は重要な年であった。この年に実施された市町村再編によって市域は 1,000 ha から約 7,000 ha にまで拡大した。レッケ、ペッツェン、エーフェゼン、ノルトホルツ、ベーレンブッシュ、カンマー、ルスベント、ヴァルバー、マインゼン、アーフム、シャイエ、ミュージンゲン、ベルクドルフがビュッケブルク市内の町となった。同じ年に、オランダの都市ニューワーケルク・アーン・デン・アイジェセルと姉妹都市協定を結んだ。
連邦道B65号線は以前市の中心部を東西に横切っており、市教会の場所で南東方向にB83号線が分岐していた。市は何十年もの間増え続ける交通量に悩まされており、1990年までに2つのバイパス道路（B65号線北バイパス、B83号線南バイパス）が建設された。これに続いてランゲン通りの西側を歩行者専用区域とし、マルクト広場を改造して泉を復元した。

### 宗教

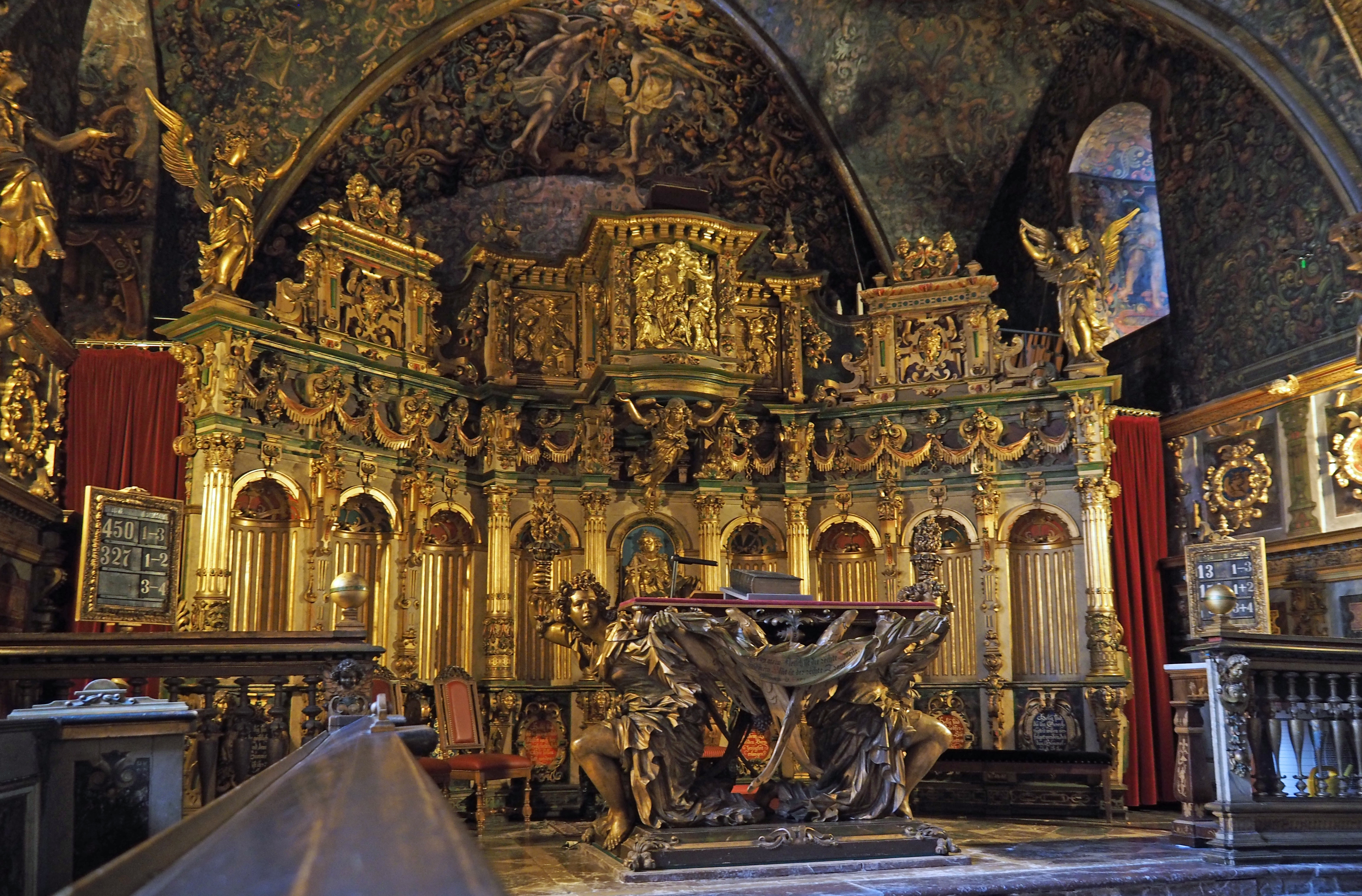
ビュッケブルク城
改革派教会礼拝堂祭壇

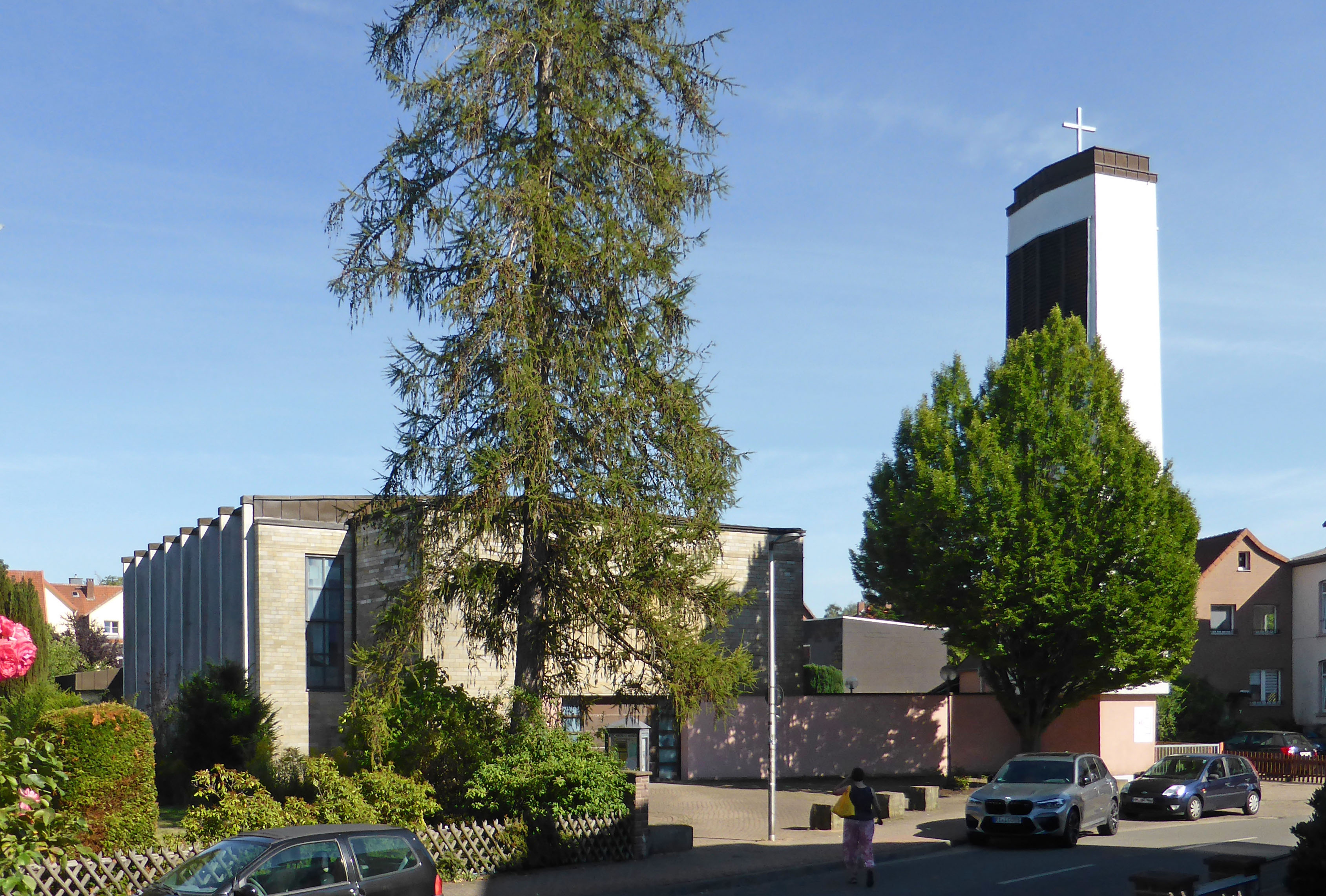
聖マリーエン教会
(カトリック教会)

ビュッケブルクにはシャウムブルク＝リッペ福音ルター派州教会本部が置かれている。
1647年に改革派に改宗したフィリップ1世 (シャウムブルク＝リッペ伯)の居城であったビュッケブルク城礼拝堂において、ドイツ福音主義改革派教会連盟 に属する改革派教会の礼拝がおこなわれている。
ビュッケブルクにはバート・アイルゼンもその管轄下に置くローマ・カトリック教会の教会区もある。この教会区は2012年にヒルデスハイム司教区ヴェサーベルクラント首席司祭区に統合された。ビュッケブルクを代表するカトリック教会は聖マリーエン教会である。
福音主義自由教会共同体同盟に加盟しているバプテスト教会も、この地で宣教をおこなっている。
エホバの証人はその本部を旧シナゴーグに置いている。この他ビュッケブルクには多数のムスリムが暮らしている
。

## 行政

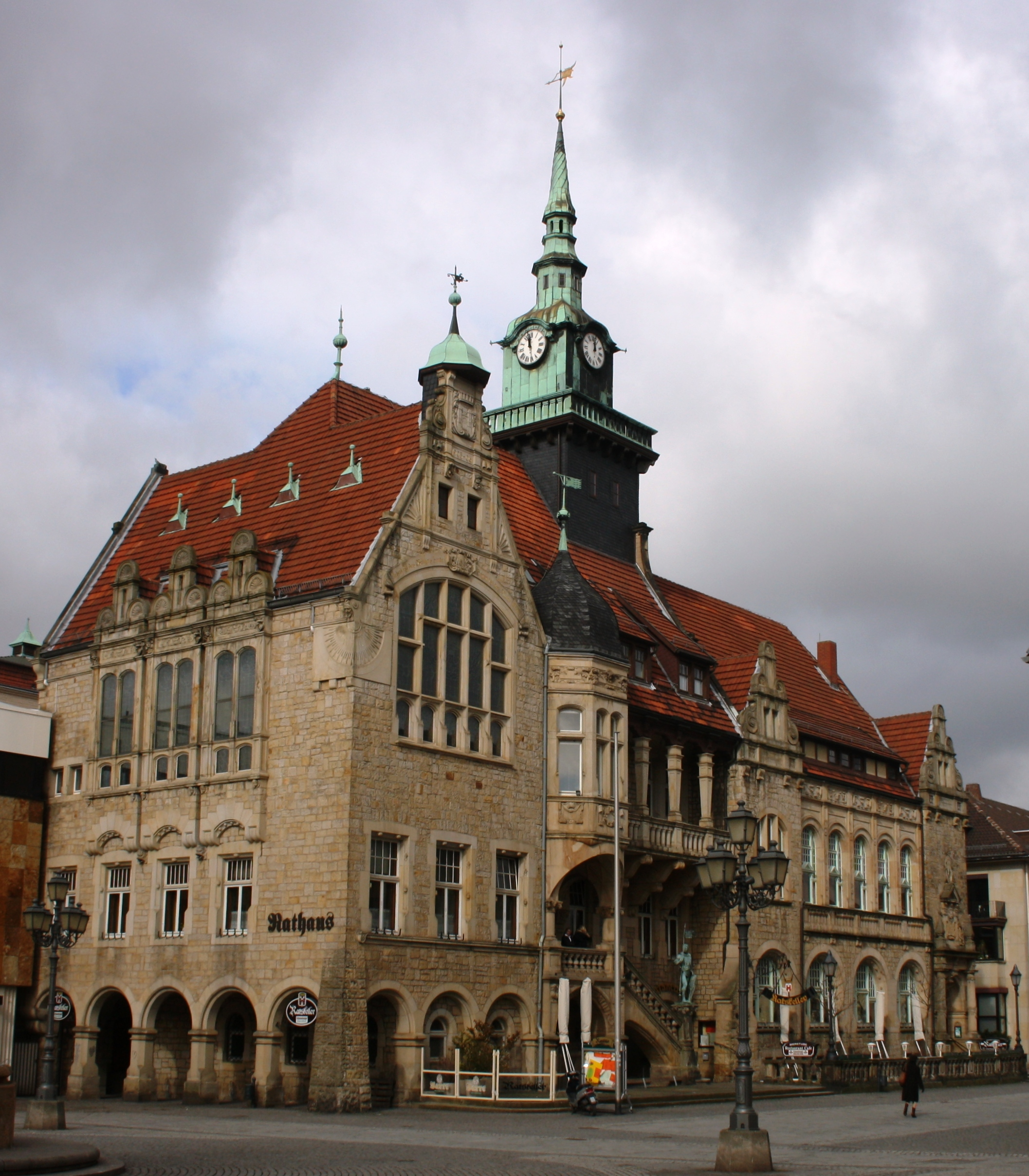
1905年から06年に建造された市庁舎

### 議会
ビュッケブルクの市議会は35議席からなる。

### 姉妹都市
- サブレ＝シュル＝サルト（フランス、サルト県）1966年
- ニーウェルケルク・アーン・デン・エイセル（オランダ、南ホラント州）1974年

## 文化と見所

### 博物館
- 市の歴史とシャウムブルク＝リッペ地方史のビュッケブルク博物館
- ヘリコプター博物館

### 建築

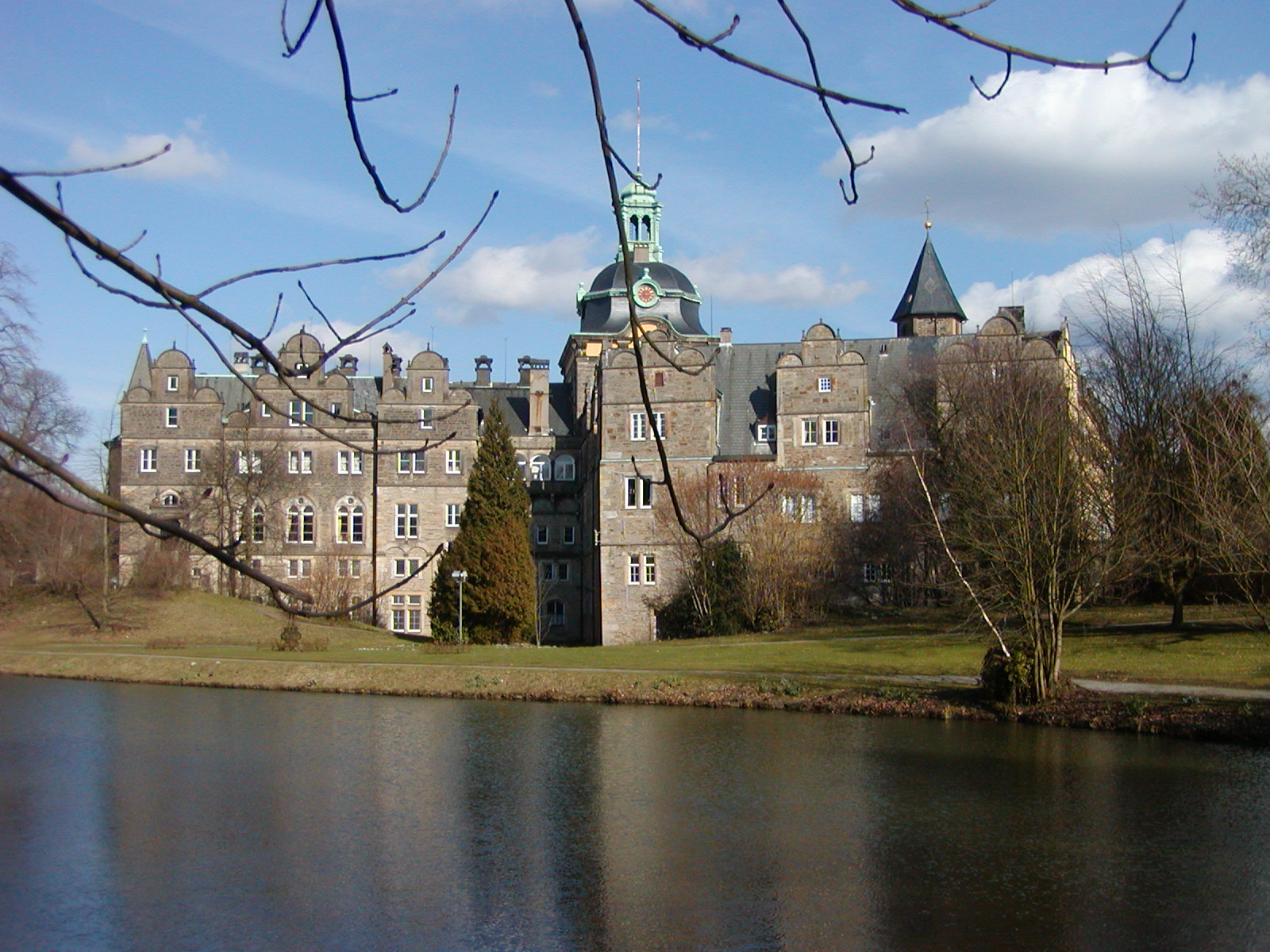
ビュッケブルク城

ビュッケブルクは魅力的な中心街を有している。ルター派のビュッケブルク市教会はヴェーザールネサンス様式で建設されている。中心街に隣接して同じ様式で建てられたビュッケブルク城がある。城は広大な庭園の中に立っており、同じ庭園の中にはシャウムブルク＝リッペ侯家の廟所（1911 - 1915 建造）がある。
宮殿は侯の居館として1866年に建設された。第二次世界大戦中には予備野戦病院として利用された。戦後はイギリス占領軍が士官クラブとして使っていた。現在は職業訓練学校が入居している。
さらにビュッケブルクには古いイェーテンブルク教会がある。またビュッケブルクの北、シャウムブルクの森の中には狩りの城バウム城がある。
- ビュッケブルク博物館
- ビュッケブルク市教会
 (ルター派)
- 廟所

### 音楽
ビュッケブルクは、児童・少年少女合唱団シャウムブルガー・メルヒェンゼンガーの本拠地である。この合唱団は1954年に「Der fröhliche Wanderer」（英題「The Happy Wanderer」。日本では保富康午の訳詞による「ゆかいに歩けば」として知られる）で予期せず世界レベルでの成功を得た。この曲はイギリスのシングル・チャートで上位にランクインされ、アメリカでもフランク・ウィアーのカバー盤がヒットした。
さらにこの街は、ベルリンのポップ＝パンクバンド ディ・エルツテの曲「Straight Outta Bückeburg」やハインツ・ルドルフ・クンツェの曲「Sicherheitsdienst」で歌われている。

## 経済と社会資本

### 交通

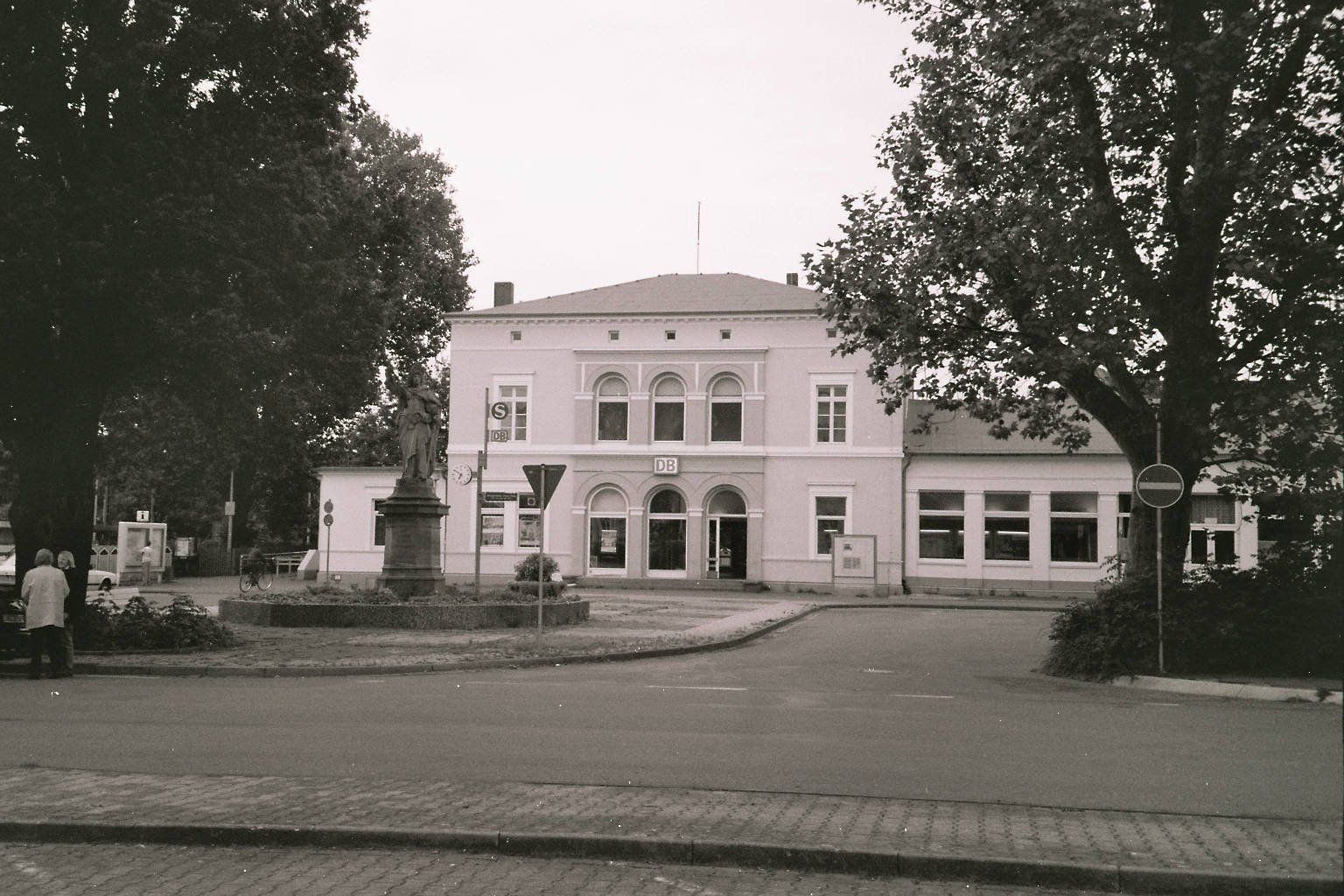
ビュッケブルク駅

この街は、連邦道B65号線沿いに位置し、連邦道B83号線の北端にあたる。B83号線経由で東西を結ぶ高域道路網アウトバーンA2号線に接続する。このアウトバーンは市の数km南を通っている。
ビュッケブルクは1847年から鉄道網に結ばれている(p. 175)。市内中心部北端の鉄路は南西方面はケルン、さらにはパリへ通じ、東方向はハノーファーへ、さらにはベルリンを経てワルシャワへつながっている。ビュッケブルク駅では1時間ごとにハノーファー＝ブラウンシュヴァイクおよびミンデン＝レーネ行きの（さらに2時間ごとにビーレフェルトやオスナブリュック＝ライネまで行く）レギオナルエクスプレスの列車が発着している。2000年からはハノーファーSバーン網に組み込まれてもいる。
1916年、ビュッケブルク近郊にミッテルラント運河が開通した。運河は街の中心から約 5 km 北を通っている(p. 275)。ビュッケブルク市内にはこの運河沿い、ルスベントとベーレンブッシュの2つの港がある。
最寄りの空港はランゲンハーゲンにあるハノーファー空港である。空港へはアウトバーンA2号線やS-バーンを使って行くことができる。小型飛行機専用の小さな飛行場はいずれも隣接する、10 km 離れたリンテルン、20 km 離れたポルタ・ヴェストファーリカにある。この他ビュッケブルクには連邦陸軍のビュッケブルク陸軍飛行場があり、また市の南、クライネンブレーメンの草地にはグライダー用の飛行場がある。

### 公共機関
- 連邦および州の施設

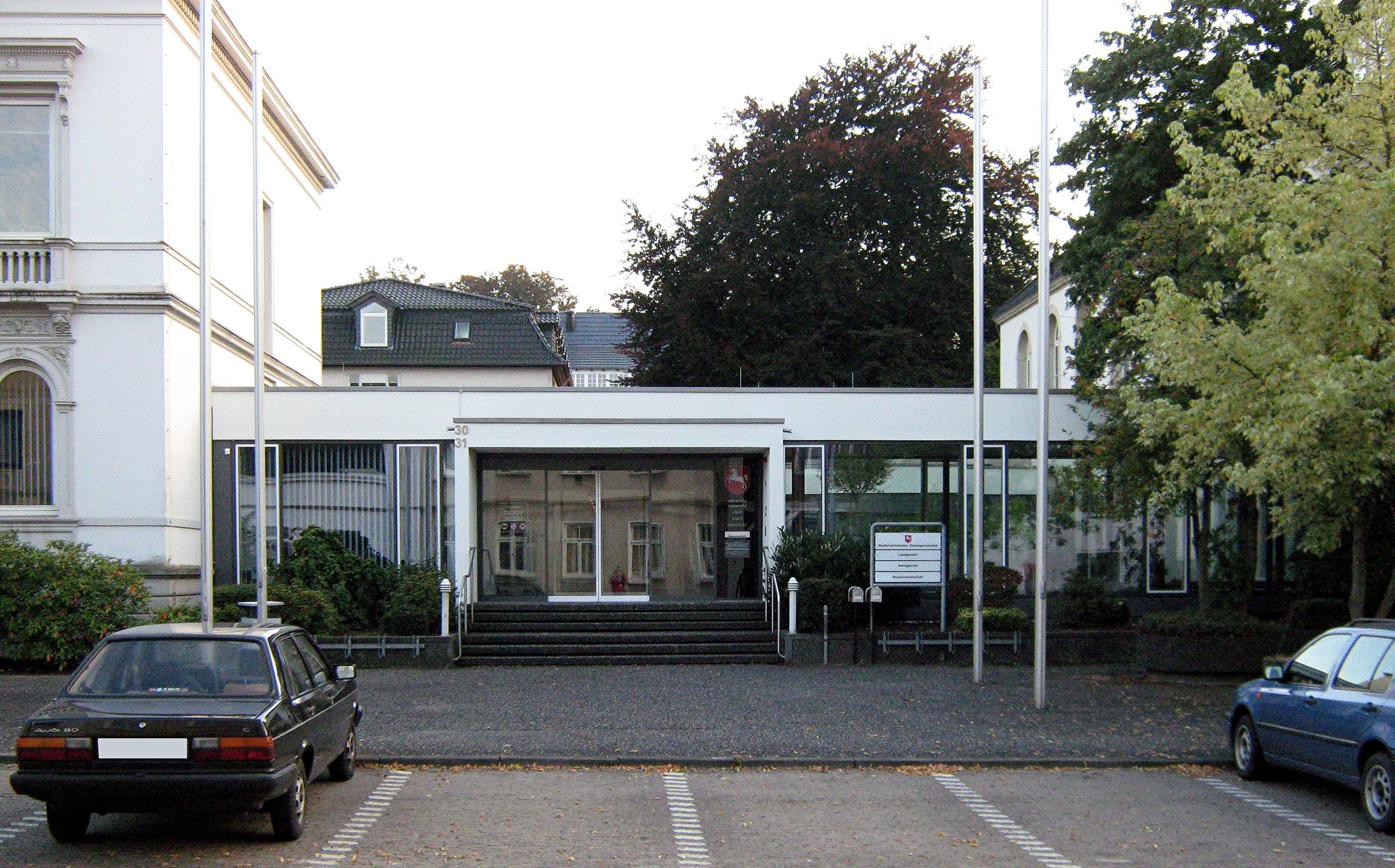
ニーダーザクセン州憲法裁判所、地方裁判所、区裁判所

  - ドイツ連邦軍陸軍航空学校: アーフムに軍用飛行場とシェーファー兵営、ビュッケブルクにイェーガー兵営がある。
  - ニーダーザクセン州憲法裁判所
  - ビュッケブルク地方裁判所
  - ビュッケブルク区裁判所
  - ビュッケブルク州立文書館
  - ハーメルン少年院の一部（2005年9月30日まではビュッケブルク刑務所であった）
- 社会福祉施設
  - ベーテル病院
- 教育施設
  - 基礎課程学校　5校
  - グラーフ・ヴィルヘルム・シューレ（本課程学校）
  - ギムナジウム・アドルフィヌム・ビュッケブルク
  - 旧ラントフラウエンシューレ、現在はリンテルン職業訓練学校の外部施設
  - シャウムブルガー・メルヒェンゼンガー音楽学校
  - ベルント・ブリンドウ・シューレン（職業専門教育施設）
  - ドクトル・クルト・ブリンドウ・シューレン
  - シューレン・ドクトル・ヴォルフガング・ブリンドウ

## 人物

### 出身者
- フィリップ1世フォン・リッペ＝アルファーディッセン（1601年 - 1681年）シャウムブルク＝リッペ家の始祖
- アルブレヒト・ヴォルフガング・グラーフ・ツー・シャウムブルク＝リッペ（1699年 - 1748年）シャウムブルク＝リッペ伯、軍司令官
- ヴィルヘルム・フリードリヒ・エルンスト・バッハ（1759年 - 1845年）音楽家、作曲家
- フリードリヒ・アックム（1769年 - 1838年）化学者
- ジギムント・アウグスト・ヴォルフガング・ヘルダー（1776年 - 1838年）地質学者、鉱物学者。ヨハン・ゴットフリート・ヘルダーの息子。
- ゲオルク・ヴィルヘルム・ツー・シャウムブルク＝リッペ（1784年 - 1860年）初代シャウムブルク＝リッペ侯
- ハインリヒ・シュトラック（1805年 - 1880年）シンケル派の建築家。ベルリンの戦勝記念塔の設計者として知られる。
- エルンスト・ハインリヒ・マイアー（1813年 - 1866年）オリエント学者、民話研究家
- アドルフ・ゲオルク・ツー・シャウムブルク＝リッペ（1817年 - 1893年）シャウムブルク＝リッペ侯
- カール・ケッペン（1833年 - 1907年）紀州藩の軍事顧問（お雇い外国人）
- オイゲン・フォン・ヴュルテンベルク（1846年 - 1877年）ヴュルテンベルクの軍人
- シュテファン・ゲオルク・ツー・シャウムブルク＝リッペ（1846年 - 1911年）シャウムブルク＝リッペ侯
- マッシミリアン・ポルセロ（1980年 - ）サッカー選手、カールスルーエSC所属

### ゆかりの人物
- ヨハン・クリストフ・フリードリヒ・バッハ（1732年 - 1795年）音楽家、作曲家。1750年に宮廷楽団に入り、1755年から亡くなる1795年まで宮廷楽長の職にあった。
- トーマス・アプト（1738年 - 1766年）作家、哲学者。1765年からシャウムブルク＝リッペ伯領の、宮廷顧問・参事官・教会委員を務めた。
- ヨハン・ゴットフリート・ヘルダー（1744年 - 1803年）詩人、神学者、哲学者。1771年から1775年までビュッケブルクの主任説教師、教区監督官、教会役員を務めた。
- ルイーゼ・レーツエン（1784年 - 1870年）1814年から1842年まで後のイギリス女王ヴィクトリアのガヴァネスを務めた。1842年から亡くなる1870年までビュッケブルクで暮らした。
- ヴィルヘルム・キュルツ（1875年 - 1948年）政治家。1904年から1912年までビュッケブルク市長を務めた。1926年にハンス・ルター内閣で内務大臣を務めた。
- ヘルマン・レンス（1866年 - 1914年）ジャーナリスト、作家。1907年から1909年までシャウムブルク＝リッピシェ・ラント・ツァイトゥングの編集長を務めた。
- エルンスト・トルクラー（1893年 - 1963年）政治家。ドイツ国会議事堂放火事件の刑事被告人の一人。1945年から1948年にビュッケブルク市当局で勤務した。
- フーゴ・シュトラッサー（1922年 - ）クラリネット奏者、バンドリーダー。ビュッケブルク陸軍音楽学校で勤務していた。
- ジェームス・ラスト（1929年 - ）ベーシスト、作曲家、バンドリーダー。ビュッケブルク陸軍音楽学校で勤務していた。